# Zwangsarbeit in den Hermann-Göring-Werken
Die Zwangsarbeit in den Hermann-Göring-Werken (HGW) ist für die Geschichte der Zwangsarbeit im Dritten Reich zentral. Die Beschaffung von Arbeitskräften war eines der Kriegsziele des Dritten Reiches. In den HGW wurden auf Grundlage eines ausufernden Lager- und Verwaltungssystems alle Formen von Zwangsarbeit in Höchstzahlen angewendet. Beim Thema Zwangsarbeit im Dritten Reich kommt der Betrachtung der HGW daher eine eigenständige Bedeutung zu.

## Geschichte

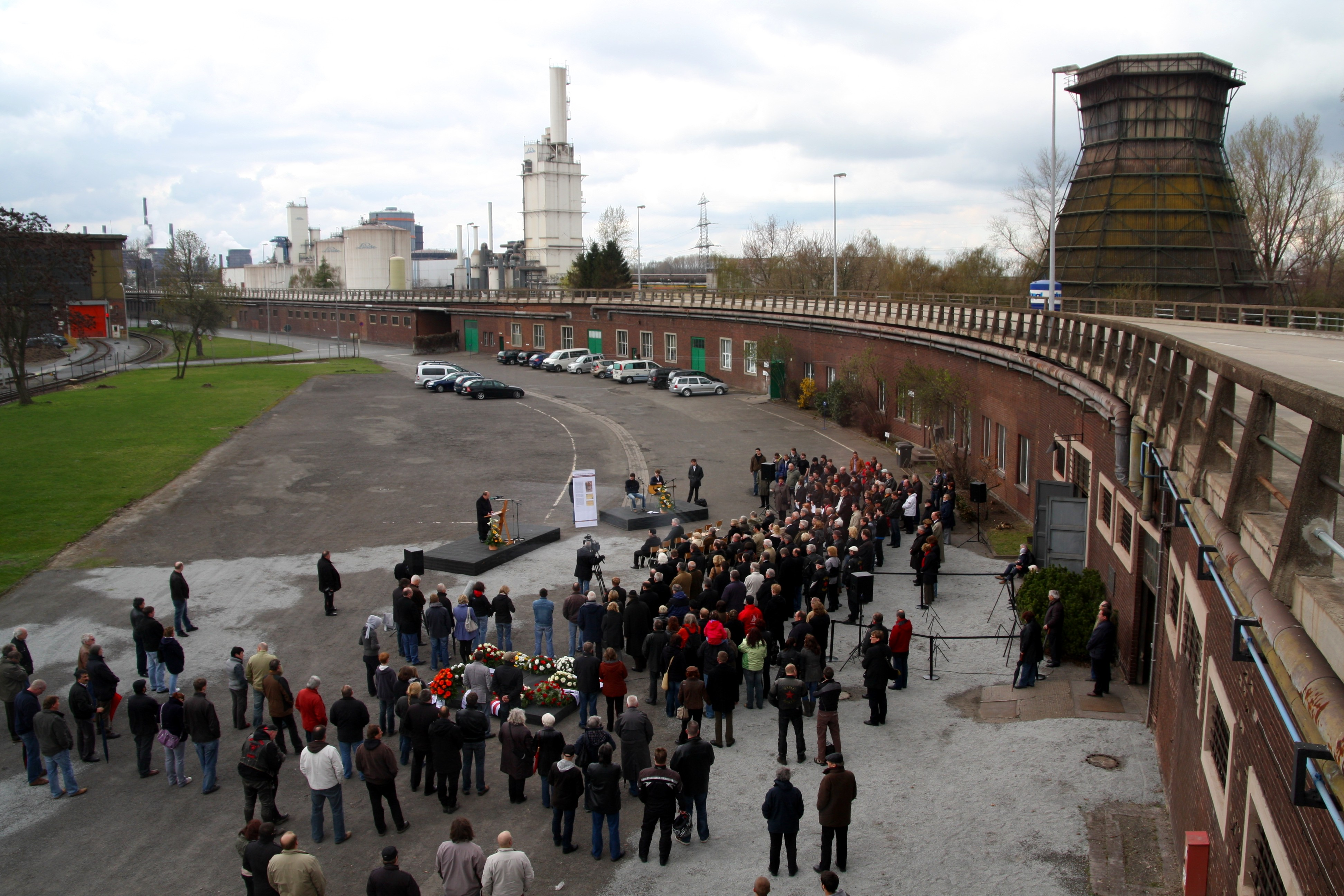
Gedenkstätte Salzgitter-Drütte

Die landwirtschaftlich geprägte Region Salzgitter erlebte 1942 eine strukturelle Veränderung, da wegen Munitionsbedarfs die Reichswerke Hermann Göring gegründet und gebaut wurden.
Die Hermann-Göring-Werke erstellten zu Beginn des Krieges eine grobe Abschätzung der benötigten Arbeitskräfte. Insgesamt verlangte man nach ca. 16.000 Arbeitern, um die geplanten Bauarbeiten in der Region Braunschweig/Salzgitter fortzusetzen. Da die Anzahl der benötigten Arbeiter so hoch angesetzt wurde, war ungeklärt, wie dieser Bedarf gedeckt werden sollte. Nach Möglichkeit versuchte man die Behörden zu überzeugen, weitere Zwangsarbeiter aus besetzen Gebieten zugeteilt zu bekommen. Scheiterte dies, sollten Teile von Baustellen schwächer besetzt oder einige Bauabschnitte komplett stillgelegt werden.
Die HGW rechneten mit einer ungefähren Arbeiterzuweisung von höchstens 8.000–9.000 Mann. Diese sollten aus ca. 4.000 Italienern, 800 Holländern und Belgiern, sowie 100 Franzosen, 1.000–2.000 Militärstrafgefangenen und 2.000 Juden bestehen. Da die Reichswerke im Besitz des NS-Staates waren, gehörten sie zu einem der ersten Unternehmen, denen Zwangsarbeiter zugewiesen wurden. Polnische Zivilarbeiter sowie belgische und französische Kriegsgefangene wurden schon seit Frühjahr 1940 in den Hermann-Göring-Werken eingesetzt. Die Zuteilung der Zwangsarbeiter erfolgte meist an der Reichsgrenze. Der darauf folgende Transport zu den Lagern erwies sich als Qual für sie. Bei der Ankunft in den Lagern wurde die Lagerordnung weitergegeben und die Arbeiter von der Abordnung des Lagerpersonals registriert. Außerdem mussten sich die Häftlinge ärztlichen Untersuchungen unterziehen und sich chemisch entlausen lassen.
Die schlechte Lage der zivilen Zwangsarbeiter in den Hermann-Göring-Werken wurde durch stark abgenutzte, spärliche Kleidung und Schuhe deutlich. Die Ernährungslage war ebenfalls schlecht. Durch diese Unterernährung konnten die Arbeiter nicht volle Leistungen bringen. Nach Beschwerden vom Kreisleiter der NSDAP über dieses Problem wurden die Missstände teilweise behoben.

## Konzept der Häftlingsarbeit
Im Mai 1944 gab es eine vertragliche Vereinbarung für das KZ Drütte, in welcher die Bezahlung für die Häftlinge vereinbart wurde. Auch beim Aufbau der HGW sollten schon Häftlinge zum Einsatz kommen. Im September 1942 genehmigte Himmler Paul Pleiger, dem Generaldirektor der HGW, den Einsatz von KZ-Häftlingen. Von November 1942 bis Mai 1943 fanden monatliche Transporte von Häftlingen statt, doch erst im Frühjahr 1944 war die Belegungsstärke von 2.600 Häftlingen erreicht.
Bei den HGW gab es kein einheitliches Konzept in der Häftlingsarbeit, zum Teil gab es gemeinsame Unternehmensgründungen mit der SS ohne Gewinnteilung oder mit Gewinnteilung, aber auch Gewinnteilung ohne Unternehmensgründungen.
Die HGW mussten für die Häftlinge je nach Qualifikation jeweils 4–6 RM an die SS zahlen. Außerdem mussten Strom, Wasser, Heizung und Arbeitskleidung kostenlos zur Verfügung gestellt werden. Der Punkt mit der Arbeitskleidung wurde allerdings übergangen, die Häftlinge mussten sich selbst um Schutzkleidung kümmern. Die SS, die für die Verpflegung zuständig war, unterschritt die vorgeschriebene Mindestmenge an Nahrung.

## KZ Salzgitter-Drütte
Auf dem Werksgelände entstand das KZ-Außenlager Salzgitter-Drütte als eines der 74 Außenlager des Konzentrationslagers Neuengamme, in dem ca. 3.000 männliche Häftlinge (Militärstrafgefangene und jüdische Zwangsarbeiter die ein Drittel der Arbeiterbelegschaft darstellten) in der „Aktion 88“ arbeiten sollten.

### Aktion 88
Zu der Zeit waren auch die Fertigungshallen für die Aktion 88 fertiggestellt, in welchen die Häftlinge Sprenggranaten mit einem Durchmesser von 8,8 cm herstellen mussten. Geplant war eine Produktion von monatlich 500.000 Granaten. Weitere Aufgaben waren die Hohlkörperproduktion für Granaten mit einem Durchmesser von 7,5 cm und 10,5 cm und die Arbeit an Pressen, die glühende Stahlblöcke zerkleinerten (Blockbrecher- und Blockputzerkommando).
Gearbeitet wurde in einem zwölfstündigen Zweischichtsystem oder in einem achtstündigen Dreischichtsystem.

### Unterbringung und Bewachung der Häftlinge
Untergebracht waren die Häftlinge in Waschkauen, welche eigentlich nur Platz für 1000 Personen boten, aber ohne Ausbau als Unterkunft dienten. Diese Waschkauen befanden sich unter der Kurve der Hochstraße und waren nur in eine Richtung betretbar; in Richtung der Innenseite der Kurve. Dort befand sich auch der Appellplatz, der durch seine Lage keine toten Winkel hatte und sich somit ideal eignete, die Häftlinge zu überwachen. Der Appellplatz war durch einen Elektrodrahtzaun und vier Wachtürme nach außen hin gesichert. Auch auf dem Weg zu den Arbeitsplätzen war es nahezu unmöglich zu fliehen, da dieser ein Tunnel unter der Walzwerkhalle war.

## Das Kaposystem
Bei der Häftlingsarbeit wurde das Kaposystem genutzt, in dem die SS den Kapos, Häftlingen, die die Befehle der Betriebsleitung an die anderen Häftlinge weitergaben, eine gewisse Machtstellung einräumte. Die Kapos gingen – in der Hoffnung länger zu überleben – brutal gegen andere Häftlinge vor und trieben diese zur Arbeit an.

### Lebensumstände der Häftlinge
Unter der Bedingung, dass die Unterkunft der Häftlinge ausgebaut werden sollte, genehmigte Hitler eine Belegungserhöhung auf 3150 Häftlinge. Da aber bereits vorher 600 Betten fehlten und die Bedingungen nicht erfüllt wurden, verschlechterten sich die Lebensumstände immer weiter.
600–800 Männer schliefen in dreistöckigen Pritschen; durch den Schichtbetrieb, die dadurch entstehende Unruhe bei Schichtwechseln und die Außengeräusche von Hochstraße und Betrieb war an Schlaf kaum zu denken. Das Durchschnittsalter der Häftlinge betrug 25 Jahre.
Die Devise der KZ-Häftlingsarbeit lautete „Vernichtung durch Arbeit“, daher war die Häftlingsarbeit ökonomisch auch nicht sinnvoll. Die Häftlinge lebten in ständiger Angst zu sterben, brutale Misshandlungen und schlechte Versorgung verringerten die Arbeitsleistung.
Durch die schlechten Lebensumstände, die schwere körperliche Arbeit und die schlechte Versorgung waren durchschnittlich 10 % der Häftlinge nicht arbeitsfähig. Im Krankenrevier musste die Anzahl an Betten von 60 auf 190 erhöht werden, obwohl sich die Häftlinge die Betten sogar teilten.
Der Lagerarzt war für die medizinische Versorgung zuständig, da es aber an Ausstattung und Material fehlte und die Kranken nicht isoliert wurden, war diese dementsprechend schlecht. Nachweislich 682 Häftlinge starben durch Krankheiten, Unfälle und Exekution.

## Lager der Reichswerke im Salzgittergebiet
- Liste der Wohn- und Arbeitslager im Salzgittergebiet
- KZ Salzgitter-Bad
- KZ Salzgitter-Watenstedt
- Lager 17 in Bruchmachtersen
- Arbeitserziehungslager Hallendorf (Lager 21)